# Hipposcarus longiceps
Hipposcarus longiceps е вид бодлоперка от семейство Scaridae. Видът не е застрашен от изчезване.

## Разпространение и местообитание
Разпространен е в Австралия, Американска Самоа, Бруней, Вануату, Виетнам, Гуам, Източен Тимор, Индонезия, Кирибати (Лайн и Феникс), Кокосови острови, Малайзия, Малки далечни острови на САЩ (Остров Бейкър и Хауленд), Маршалови острови, Микронезия, Науру, Ниуе, Нова Каледония, Остров Рождество, Острови Кук, Палау, Папуа Нова Гвинея, Провинции в КНР, Самоа, Северни Мариански острови, Соломонови острови, Острови Спратли, Тайван, Токелау, Тонга, Тувалу, Уолис и Футуна, Фиджи, Филипини, Френска Полинезия и Япония.
Обитава пясъчните дъна на океани, морета, лагуни и рифове. Среща се на дълбочина от 2 до 20,2 m, при температура на водата от 25,7 до 29 °C и соленост 34,1 – 35,3 ‰.

## Описание
На дължина достигат до 60 cm.